# Jillian Grace
Jillian Grace, född 20 december 1985 i Arkansas, är en amerikansk fotomodell.
Grace utsågs till Playboys Playmate of the Month för mars månad 2005. 2007 hade hon en mindre roll som pirat i satirfilmen Epic Movie tillsammans med Playmates Sara Jean Underwood (Playmate Of The Year 2007), Qiana Chase och Irina Voronina.